# サンドロ・ファビアン
サンドロ・ファビアン（Sandro Fabian、1998年3月6日 - ）は、ドミニカ共和国サントドミンゴ出身のプロ野球選手（外野手）。右投右打。広島東洋カープ所属。

## 経歴

### プロ入りとジャイアンツ傘下時代
2014年7月2日にインターナショナル・フリーエージェントでサンフランシスコ・ジャイアンツと契約してプロ入り。
2015年に傘下のルーキー級ドミニカン・サマーリーグ・ジャイアンツでプロデビューした。
2021年はAA級リッチモンド・フライングスクウォーレルズで90試合に出場して打率.264、15本塁打、55打点を記録した。オフの11月7日にFAとなった。

### レンジャーズ時代
2022年3月8日にテキサス・レンジャーズとマイナー契約を結んだ。この年は傘下のAA級フリスコ・ラフライダーズ、AAA級ラウンドロック・エクスプレスでプレーし、2チーム合計で101試合に出場して打率.245、16本塁打、56打点を記録した。オフの11月10日にFAとなった。
2023年1月6日にレンジャーズと再びマイナー契約を結んだ。この年はAAA級ラウンドロックで117試合に出場して打率.288、23本塁打、78打点を記録した。オフの11月7日にFAとなったが、22日に3度目のマイナー契約を結んだ。
2024年はAAA級ラウンドロックで116試合に出場して打率.270、17本塁打、81打点を記録した。9月4日に初めてメジャーへ昇格し、6日のロサンゼルス・エンゼルス戦に出場してメジャーデビューを果たした。メジャーでは3試合の出場で無安打に終わった。10月20日よりドミニカのウィンターリーグに参加し、11月には2週連続で週間MVPを獲得した。

### 広島時代
2024年11月22日、広島東洋カープと契約合意したことが発表された。背番号は61に決まった。推定年俸は70万ドル（約1億800万円）。
2025年、オープン戦打率.163、シーズン開幕後の阪神との開幕3連戦で11打数1安打と苦しんでいたが、4月2日、明治神宮球場にて来日初本塁打をヤクルトの山野太一から放った。徐々に日本の投手に対応していき、5月14日時点で打率.329でリーグトップまで浮上した。6月18日、マツダスタジアムにてソフトバンクの尾形崇斗から来日初となる逆転満塁本塁打を放った。7月9日には6月度月間MVPを受賞し、「めちゃめちゃうれしいですし、神様に感謝したい」とコメントした。

## 選手としての特徴・人物
内角球を巧みに捌ける高いミート力とバットコントロール、そして長打力も兼ね備えた中距離打者。三振が少なく確実性のある打撃に定評がある。ファビアンの打撃について内田順三は「柔軟性を感じるし、坂本勇人のような技術もある」と評している。
愛称は「ファビ」。
エリエ・ヘルナンデスとは幼馴染の間柄であり、彼から日本球界挑戦に向けて助言を受けた。
来日後は「本当に日本で長くプレーしたい。10年ぐらいまでできれば、これ以上ない幸せなことだと思う」と語っている。

## 詳細情報

### 年度別打撃成績
| 年 度    | 球 団    | 試 合 | 打 席 | 打 数 | 得 点 | 安 打 | 二 塁 打 | 三 塁 打 | 本 塁 打 | 塁 打 | 打 点 | 盗 塁 | 盗 塁 死 | 犠 打 | 犠 飛 | 四 球 | 敬 遠 | 死 球 | 三 振 | 併 殺 打 | 打 率 | 出 塁 率 | 長 打 率 | O P S |
| -------- | -------- | ----- | ----- | ----- | ----- | ----- | -------- | -------- | -------- | ----- | ----- | ----- | -------- | ----- | ----- | ----- | ----- | ----- | ----- | -------- | ----- | -------- | -------- | ----- |
| 2024     | TEX      | 3     | 5     | 5     | 0     | 0     | 0        | 0        | 0        | 0     | 0     | 0     | 0        | 0     | 0     | 0     | 0     | 0     | 0     | 0        | .000  | .000     | .000     | .000  |
| MLB：1年 | MLB：1年 | 3     | 5     | 5     | 0     | 0     | 0        | 0        | 0        | 0     | 0     | 0     | 0        | 0     | 0     | 0     | 0     | 0     | 0     | 0        | .000  | .000     | .000     | .000  |

- 2024年度シーズン終了時

### 年度別守備成績
| 年 度 | 球 団 | 左翼（LF） | 左翼（LF） | 左翼（LF） | 左翼（LF） | 左翼（LF） | 左翼（LF） | 右翼（RF） | 右翼（RF） | 右翼（RF） | 右翼（RF） | 右翼（RF） | 右翼（RF） | 外野（OF） | 外野（OF） | 外野（OF） | 外野（OF） | 外野（OF） | 外野（OF） |
| 年 度 | 球 団 | 試 合      | 刺 殺      | 補 殺      | 失 策      | 併 殺      | 守 備 率   | 試 合      | 刺 殺      | 補 殺      | 失 策      | 併 殺      | 守 備 率   | 試 合      | 刺 殺      | 補 殺      | 失 策      | 併 殺      | 守 備 率   |
| ----- | ----- | ---------- | ---------- | ---------- | ---------- | ---------- | ---------- | ---------- | ---------- | ---------- | ---------- | ---------- | ---------- | ---------- | ---------- | ---------- | ---------- | ---------- | ---------- |
| 2024  | TEX   | 2          | 1          | 0          | 0          | 0          | 1.000      | 1          | 0          | 0          | 0          | 0          | ----       | 3          | 1          | 0          | 0          | 0          | 1.000      |
| MLB   | MLB   | 2          | 1          | 0          | 0          | 0          | 1.000      | 1          | 0          | 0          | 0          | 0          | ----       | 3          | 1          | 0          | 0          | 0          | 1.000      |

- 2024年度シーズン終了時

### 表彰

#### NPB
- 月間MVP：1回（打者部門：2025年6月[25]）

### 記録

#### NPB
初記録
- 初出場・初先発出場：2025年3月28日、対阪神タイガース1回戦（MAZDA Zoom-Zoom スタジアム広島）、6番・左翼手で先発出場
- 初打席：同上、2回裏に村上頌樹から空振り三振
- 初打点：2025年3月29日、対阪神タイガース2回戦（MAZDA Zoom-Zoom スタジアム広島）、4回裏に富田蓮から二ゴロの間に記録[26]
- 初安打：2025年3月30日、対阪神タイガース3回戦（MAZDA Zoom-Zoom スタジアム広島）、4回裏に門別啓人から中前打[27]
- 初本塁打：2025年4月2日、対東京ヤクルトスワローズ1回戦（明治神宮野球場）、2回表に山野太一から左越2ラン[13]
- 初盗塁：2025年6月7日、対埼玉西武ライオンズ2回戦（MAZDA Zoom-Zoom スタジアム広島）、3回裏に二盗（投手：今井達也、捕手:古賀悠斗）[28]

### 背番号
- 40（2024年）
- 61（2025年[11] - ）